# Пожидаев, Ефим Тарасович
Ефи́м Тара́сович Пожида́ев (1901, село Хлевное Воронежской губернии, теперь Воронежская область, Российская Федерация — 1968, Ленинград) — советский военный политработник, полковник, начальник Политического управления войск Киевского особого военного округа. Кандидат в члены ЦК КП(б)У в мае 1940 — январе 1949 г.

## Биография

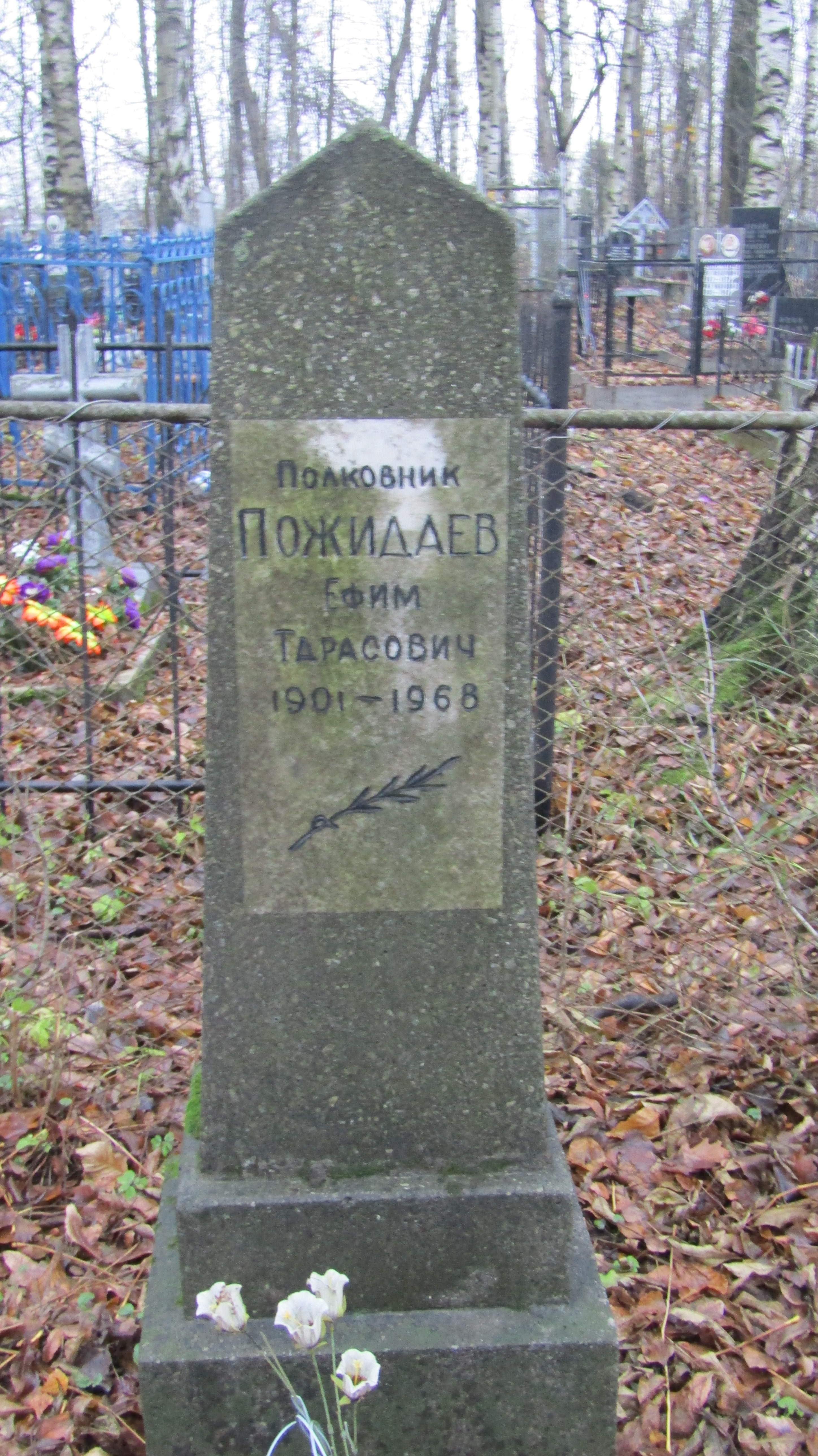
Могила Пожидаева Е.Т. Большеохтинское кладбище, Санкт-Петербург.

С 1919 года — в Красной армии. Участник Гражданской войны в России.
Член ВКП(б). Находился на военно-политической работе.
С 1938 года — начальник Политического управления войск Киевского особого военного округа. В сентябре 1939 года — начальник Политического управления Украинского фронта.
Участник Великой Отечественной войны. 24 июня — 26 августа 1941 г. — начальник Политического управления Северного фронта.
30 декабря 1941 года — 19 апреля 1942 г. — член Военного совета 6-й армии РККА.
С 1942 года — инспектор политического отдела армии Западного фронта. С 1943 года — представитель Политического управления 1-го Украинского фронта при 38-й армии, с 1944 года — исполняющий обязанности начальника политического отдела 237-й стрелковой дивизии 38-й армии 1-го Украинского фронта.

## Звание
- бригадный комиссар (26.12.1938)
- дивизионный комиссар (9.03.1939)
- полковой комиссар (.04.1942)
- полковник

## Награды
- орден Красной Звезды (20.08.1942)
- орден Отечественной войны II-й степени (22.02.1944)
- Орден Красного Знамени (06.11.1947)
- Юбилейная медаль «XX лет Рабоче-Крестьянской Красной Армии» (22.02.1938)
- медали